# Сиуиликутапу, Меле
Принцесса Меле Сиуиликутапу (12 мая 1948, Королевский дворец — 28 мая 2023, Окленд) — член тонганской королевской семьи, политик. В 1975 году она была избрана в Законодательное собрание, став его первой женщиной-членом.

## Биография
Родилась 12 мая 1948 года и была старшей дочерью принца Фатафехи Туипелехаке и его жены Меленайте Тупоумохеофо Вейкуне. Она училась в Оклендском университете, где в октябре 1969 года вышла замуж за полицейского Джоша Лиаваа. Однако король Тауфа’ахау Тупоу IV вернул её в Тонгу и аннулировал брак. В следующем году она вышла замуж за дворянина Каланивалу-Фотофили.
В 1975 году она участвовала в выборах в Законодательное собрание и была избрана народным представителем в Тонгатапу, став первой женщиной-парламентарием в стране. Она оставалась его членом до 1978 года.
Позже Сиуиликутапу стала заместителем президента Национальной женской организации. В более позднем возрасте она жила в новозеландском Окленде и умерла в городской больнице Окленда 28 мая 2023 года в возрасте 75 лет.